# Stefano de' Mari
 Stefano de' Mari (Génova, 1593-Génova, 25 de febrero de 1674) fue el 117º dux de la República de Génova y rey de Córcega.

## Biografía
Perteneciente a una de las familias más poderosas del patriciado marítimo genovés. Entre los hechos importantes de su mandato, el dux Stefano de' Mari rindió homenaje al nuevo arzobispo genovés Giambattista Spinola con quien, hacia el final del mandato aduanero, tuvo conflictos personales, así como con el propio Senado. Dejó el cargo del dux el 12 de abril de 1665, pero continuó sirviendo a la República como magistrado de Córcega, magistrado de guerra y otros cargos de importancia en el Banco de San Jorge . Murió en Génova el 25 de febrero de 1674.
Sus hijos Girolamo y Domenico Maria de' Mari también ostentaron el cargo de dux durante su vida. Su hijo Francesco fue el padre del almirante Esteban de' Mari.